# مهدی بالی
مهدی بالی حمزه ده معروف به مهدی بالی (زادهٔ ۲۹ تیر ۱۳۷۶ در نوشهر)  کشتی‌گیر فرنگی‌کار ایرانی است.
از افتخارات وی می‌توان به کسب سه مدال طلا مسابقات قهرمانی کشتی آسیا ۲۰۲۱، مسابقات قهرمانی کشتی آسیا ۲۰۲۲ ، مسابقات قهرمانی کشتی آسیا ۲۰۲۳ و کسب مقام پنجم تورنمنت بیشکک
اشاره کرد.

## فعالیت حرفه‌ای ورزشی

### قهرمانی آسیا ۲۰۲۱
در وزن ۹۷ کیلوگرم مهدی بالی پس از استراحت در دور نخست در دور بعد با توجه به غیبت علی الکابی از عراق به پیروزی رسید وی در دور بعد و در مرحله نیمه نهایی در یک کشتی نفسگیر با نتیجه ۱۱ بر ۹ یرولان ایسکاکوف دارنده مدال برنز بازی‌های آسیایی از قزاقستان را از پیش رو برداشت و راهی دیدار فینال شد. وی در این دیدار کیم سئونگ-جان از کره جنوبی را با نتیجه ۹ بر ۵ شکست داد و صاحب مدال طلا شد.

### قهرمانی آسیا ۲۰۲٢
بالی در دور نخست با نتیجه ۴ بر ۴ و ضربه فنی پارک جی وو از کره‌جنوبی به دور دوم راه یافت. در دور دوم در مرحله نیمه نهایی مقابل اوزور ژوژوپبکوف قهرمان آسیا از قرقیزستان با نتیجه ۴ بر ١ به پیروزی رسید و راهی دیدار فینال شد. بالی در این دیدار با نتیجه ۵ بر ١ از سد رستم آساکالوف دارنده مدال نقره و برنز جهان از ازبکستان گذشت و به مدال طلا دست یافت.

### بازی‌های همبستگی اسلامی ۲۰۲۱
در وزن ۹۷ کیلوگرم مهدی بالی پس از استراحت در دور اول، در دور دوم با نتیجه ۱۰ بر صفر عارف نیفتولایف از آذربایجان را مغلوب کرد. وی در دور بعد و در مرحله نیمه نهایی با نتیجه ۷ بر ۳ مقابل اوزور ژوژوپبیکوف قهرمان آسیا از قرقیزستان مغلوب شد و به دیدار رده بندی رفت. وی در این دیدار با نتیجه ۴ بر صفر آدم بوجملین از الجزایر را مغلوب کرد و صاحب مدال برنز شد.

### قهرمانی آسیا ۲۰۲۳
در وزن ۹۷ کیلوگرم مهدی بالی پس از استراحت در دور اول، در دور دوم و در مرحله یک چهارم نهایی با نتیجه ۷ بر ۵ مقابل یوتا نارا از ژاپن به برتری دست یافت و به مرحله نیمه نهایی راه یافت. وی در این مرحله مقابل یمینگ لی از چین با نتیجه ۷ بر ۱ به برتری دست یافت و راهی دیدار فینال شد. بالی در دیدار فینال مقابل اوزور ژوژوپبیکوف قهرمان آسیا از قرقیزستان با نتیجه ۷ بر ۴ به پیروزی دست یافت و پنجمین مدال طلای ایران را در این رقابت‌ها صید کرد.